# Ali Sabieh

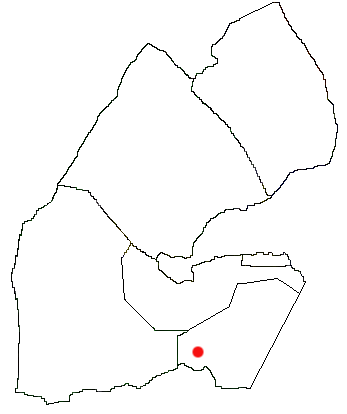
Localização da cidade de Ali Sabieh no Djibuti

Ali Sabieh é uma cidade localizada no sul do Djibuti, capital da região de Ali Sabieh. Sua população estimada em 2012 era de 71 mil habitantes.
A cidade está situada a 93 km da capital do pais e 10 km da fronteira com a Etiópia, sendo cercada por todos os lados de montanhas de granito.
- Latitude: 11º 09' 21" N - Longitude: 42º 42' 45" E
- Altitude: 752 metros

## Economia
A cidade é muito dependente da agricultura e possui algumas pequenas fábricas relacionadas a construção. O turismo tem uma parcela importante na receita da cidade, que recebe por ano aproximadamente 2,000 turistas.

## Referencias
- http://www.tripadvisor.com.br/Tourism-g3678403-Ali_Sabieh_Region-Vacations.html
- https://web.archive.org/web/20141215235140/http://worldccp.com/page/ali-sabieh/djibouti/default.html